# Elektriciteitscentrale Harllee
De Harllee Branch elektriciteitscentrale is een thermische centrale te Milledgeville, Georgia, VS. De 305m hoge schoorsteen werd in 1978 opgetrokken.